# Viscount Rhondda
Viscount Rhondda, of Llanwern in the County of Monmouth, war ein erblicher britischer Adelstitel in der Peerage of the United Kingdom.

## Verleihung
Der Titel wurde am 19. Juni 1918 für den walisischen Geschäftsmann und liberalen Politiker David Thomas, 1. Baron Rhondda, geschaffen. Ihm war bereits am 28. Januar 1916 der fortan nachgeordnete Titel Baron Rhondda, of Llanwern in the County of Monmouth, verliehen worden. Da der 1. Viscount keine Söhne hatte, wurde ihm die Viscountcy mit dem besonderen Zusatz verliehen, dass dieser Titel in Ermangelung männlicher Nachkommen auch an seine Tochter Margaret und deren männliche Nachkommen vererbbar sei. Die Baronie war mit keinem entsprechenden Zusatz verliehen worden und erlosch bei seinem Tod am 3. Juli 1918, während die Viscountcy an seine Tochter als 2. Viscountess fiel. Die Viscountess erlangte als Suffragette Bekanntheit, ihr Titel erlosch schließlich bei ihrem kinderlosen Tod am 20. Juli 1958.

## Liste der Viscounts Rhondda (1918)
- David Thomas, 1. Viscount Rhondda (1856–1918)
- Margaret Mackworth, 2. Viscountess Rhondda (1883–1958)